# Bobsleeën op de Olympische Winterspelen 2022 - Tweemansbob vrouwen
De tweemansbob voor vrouwen tijdens de Olympische Winterspelen 2022 vond plaats op 18 en 19 februari in het Yanqing Sliding Centre in Peking, China. Regerend kampioen waren de Duitse Mariama Jamanka en Lisa Buckwitz.

## Tijdschema
| Datum               | Lokale tijd | MET   | Afdaling     |
| ------------------- | ----------- | ----- | ------------ |
| maandag 18 februari | 20:00       | 13:00 | 1e en 2e run |
| dinsdag 19 februari | 20:00       | 13:00 | 3e en 4e run |

## Uitslag
| Rang   | Olympiërs                             | Land             | Run 1   | Run 1 | Run 2   | Run 2 | Run 3   | Run 3 | Run 4   | Run 4 | Totaal  | Achterstand |
| Rang   | Olympiërs                             | Land             | Tijd    | Rang  | Tijd    | Rang  | Tijd    | Rang  | Tijd    | Rang  | Totaal  | Achterstand |
| ------ | ------------------------------------- | ---------------- | ------- | ----- | ------- | ----- | ------- | ----- | ------- | ----- | ------- | ----------- |
| Goud   | Laura Nolte Deborah Levi              | Duitsland        | 1:01,04 | 1     | 1:01,01 | 1     | 1:00,70 | 1     | 1:01,21 | 2     | 4:03,96 | —           |
| Zilver | Mariama Jamanka Alexandra Burghardt   | Duitsland        | 1:01,10 | 2     | 1:01,45 | 2     | 1:00,98 | 2     | 1:01,20 | 1     | 4:04,73 | +0,77       |
| Brons  | Elana Meyers Taylor Sylvia Hoffman    | Verenigde Staten | 1:01,26 | 3     | 1:01,53 | 3     | 1:01,13 | 3     | 1:01,56 | 3     | 4:05,48 | +1,52       |
| 4      | Kim Kalicki Lisa Buckwitz             | Duitsland        | 1:01,61 | 6     | 1:01,78 | 5     | 1:01,30 | 4     | 1:01,59 | 5     | 4:06,28 | +2,32       |
| 5      | Christine de Bruin Kristen Bujnowski  | Canada           | 1:01,45 | 5     | 1:01,76 | 4     | 1:01,43 | 5     | 1:01,73 | 6     | 4:06,37 | +2,41       |
| 6      | Melanie Hasler Nadja Pasternack       | Zwitserland      | 1:01,65 | 7     | 1:01,85 | 6     | 1:01,77 | 7     | 1:01,56 | 3     | 4:06,83 | +2,87       |
| 7      | Kaillie Humphries Kaysha Love         | Verenigde Staten | 1:01,41 | 4     | 1:01,97 | 9     | 1:01,75 | 6     | 1:01,91 | 8     | 4:07,04 | +3,08       |
| 8      | Cynthia Appiah Dawn Richardson Wilson | Canada           | 1:01,75 | 8     | 1:01,89 | 7     | 1:01,95 | 10    | 1:01,93 | 9     | 4:07,52 | +3,56       |
| 9      | Nadezhda Sergeeva Yulia Belomestnykh  | Russische ploeg  | 1:02,04 | 16    | 1:01,90 | 8     | 1:02,34 | 18    | 1:01,83 | 7     | 4:08,11 | +4,15       |
| 10     | Katrin Beierl Jennifer Onasanya       | Oostenrijk       | 1:01,91 | 13    | 1:02,12 | 12    | 1:01,89 | 9     | 1:02,32 | 16    | 4:08,24 | +4,28       |
| 11     | Huai Mingming Wang Xuan               | China            | 1:01,88 | 11    | 1:02,17 | 14    | 1:02,11 | 12    | 1:02,10 | 12    | 4:08,26 | +4,30       |
| 12     | Melissa Lotholz Sara Villani          | Canada           | 1:02,12 | 18    | 1:02,09 | 10    | 1:01,85 | 8     | 1:02,31 | 15    | 4:08,37 | +4,41       |
| 13     | Margot Boch Carla Senechal            | Frankrijk        | 1:01,90 | 12    | 1:02,32 | 17    | 1:02,20 | 15    | 1:01,97 | 10    | 4:08,39 | +4,43       |
| 14     | Ying Qing Du Jiani                    | China            | 1:01,92 | 14    | 1:02,19 | 15    | 1:02,29 | 17    | 1:02,09 | 11    | 4:08,49 | +4,53       |
| 15     | An Vannieuwenhuyse Sara Aerts         | België           | 1:02,08 | 17    | 1:02,12 | 12    | 1:02,11 | 12    | 1:02,27 | 14    | 4:08,58 | +4,62       |
| 16     | Breeana Walker Kiara Reddingius       | Australië        | 1:01,98 | 15    | 1:02,11 | 11    | 1:02,04 | 11    | 1:02,51 | 20    | 4:08,64 | +4,68       |
| 17     | Mica McNeill Montell Douglas          | Groot-Brittannië | 1:02,19 | 19    | 1:02,35 | 18    | 1:02,17 | 14    | 1:02,14 | 13    | 4:08,85 | +4,89       |
| 18     | Andreea Grecu Katharina Wick          | Roemenië         | 1:01,82 | 9     | 1:02,47 | 20    | 1:02,25 | 16    | 1:02,44 | 18    | 4:08,98 | +5,02       |
| 19     | Anastasiia Makarova Elena Mamedova    | Russische ploeg  | 1:01,83 | 10    | 1:02,29 | 16    | 1:02,48 | 20    | 1:02,49 | 19    | 4:09,09 | +5,13       |
| 20     | Martina Fontanive Irina Strebel       | Zwitserland      | 1:02,48 | 20    | 1:02,35 | 18    | 1:02,35 | 19    | 1:02,41 | 17    | 4:09,59 | +5,63       |